# Kościół Wniebowzięcia Najświętszej Maryi Panny w Budzisławiu Kościelnym
Kościół Wniebowzięcia Najświętszej Maryi Panny w Budzisławiu Kościelnym – rzymsjkokatolicki kościół parafialny należący do parafii pod tym samym wezwaniem (dekanat kleczewski archiiecezji gnieźnieńskiej).
Obecny kościół został zbudowany na miejscu poprzedniego, drewnianego z 1642 roku, który został rozebrany w 1942 roku przez hitlerowców. W 1974 roku ówczesny proboszcz ksiądz Andrzej Żurański razem z parafianami rozpoczął budowę nowej świątyni zaprojektowanej przez Aleksandra Holasa. W 1977 roku został wmurowany kamień węgielny, natomiast w 1981 roku został oddany do użytku wiernych nowy kościół parafialny. Poświęcił go w 1981 roku biskup Jan Zaręba. Nową świątynię wybudowano z cegły i granitu strzegomskiego, dach został pokryty blachą. Wnętrze kościoła jest ozdobione wieloma zabytkami m.in.: obrazem Chrystusa Ukrzyżowanego z Matką Bożą, św. Janem i donatorami z herbami Sulima i Poraj (XVI/XVII wiek), obrazem Matki Bożej Wniebowziętej w otoczeniu Aniołów, obrazem Matki Bożej Bolesnej, obrazem św. Józefa z Dzieciątkiem, krucyfiksem (z połowy XIV wieku), rzeźbą św. Agaty (z około 1730 roku), barokową rzeźbą św. Stanisława Biskupa Męczennika – drewnianą, polichromowaną (z początku XVIII wieku), obrazem św. Benedykta Budzisławskiego namalowanym przez Stefana Brzozowskiego z Krakowa (z 1954 roku), figurą Matki Bożej Skępskiej. W kwietniu 2018 roku świątynia otrzymała witraż przedstawiający Matkę Bożą Wniebowziętą, św. Andrzeja Świerada i św. Benedykta Pustelnika.